# Crofton (Kentucky)
Crofton é uma cidade localizada no estado americano de Kentucky, no Condado de Christian.

## Demografia
Segundo o censo americano de 2000, a sua população era de 838 habitantes.
Em 2006, foi estimada uma população de 784, um decréscimo de 54 (-6.4%).

## Geografia
De acordo com o United States Census Bureau tem uma área de
1,6 km², dos quais 1,6 km² cobertos por terra e 0,0 km² cobertos por água. Crofton localiza-se a aproximadamente 139 m acima do nível do mar.

## Localidades na vizinhança
O diagrama seguinte representa as localidades num raio de 24 km ao redor de Crofton.